# Степной (Локтевский район)
Степной — поселок в Локтевском районе Алтайского края. Входит в состав Кировского сельсовета.

## История
Основан как посёлок 2-го отделения совхоза «Локтевский».

## Население
| 1997 | 1998 | 1999 | 2000 | 2001 | 2002 | 2003 |
| ---- | ---- | ---- | ---- | ---- | ---- | ---- |
| 18   | ↗22  | ↘16  | ↘15  | ↘12  | →12  | ↗13  |
| 2004 | 2005 | 2006 | 2007 | 2008 | 2009 | 2010 |
| ↘12  | ↘10  | ↘6   | →6   | →6   | ↘2   | ↘0   |
| 2011 | 2012 | 2013 |      |      |      |      |
| ↗1   | →1   | →1   |      |      |      |      |